# Corallocarpus epigaeus
Corallocarpus epigaeus är en gurkväxtart som först beskrevs av Rottl., och fick sitt nu gällande namn av C.B.Clark. Corallocarpus epigaeus ingår i släktet Corallocarpus, och familjen gurkväxter. Inga underarter finns listade i Catalogue of Life.